# Hermas de Roma
Hermas fue un escritor cristiano autor del Pastor de Hermas, un texto del siglo II que constituye el escrito más largo del periodo de los Padres Apostólicos. Orígenes y Eusebio de Cesarea lo identifican con el Hermas mencionado en un saludo al final de la carta de san Pablo a los romanos.La Iglesia católica conmemora su festividad el 9 de mayo.
De acuerdo con el Fragmento Muratoriano y el Catálogo Liberiano, Hermas era hermano del obispo de Roma Pío I, décimo papa de la Iglesia. Esto permitiría datar el texto del Pastor aun cuando se deban considerar también partes de la misma obra que lo sitúan más bien en tiempos de Clemente de Roma. La contradicción se ha resuelto suponiendo que el Pastor tal como lo conocemos hoy es en realidad una recopilación de escritos de distinta datación, aunque siempre del mismo autor.
Según se relata en el Pastor, Hermas era un esclavo que fue vendido a una mujer romana llamada Rode, que posteriormente le liberó. Luego alcanzó cierta posición y hasta holgura económica. Se ha estudiado y debatido si Hermas era de origen judío o pagano: su obra —con reminiscencias de la espiritualidad esenia combinada con un profundo conocimiento de la cultura griega— ha dificultado obtener conclusiones definitivas. El Pastor contiene muchos elementos autobiográficos: Hermas habría tenido dos hijos, que apostataron del cristianismo durante las persecuciones. Habla también de su esposa, a la que describe como parlanchina. También menciona sus tierras y cultivos, que se encontraban entre Roma y Cumas.